# Новиково (Белогорский район)
Новиково (до 1948 года Сары-Су; укр. Новикове, крымскотат. Sarı Suv, Сары Сув) — исчезнувшее село в Белогорском районе Республики Крым (согласно административно-территориальному делению Украины — Автономной Республики Крым), включённое в состав Белогорска. Располагалось на западной окраине города, на левом берегу реки Сарысу у впадения притока Дерен-Джилга.

## История
Впервые в исторических документах селение встречается в «Памятной книге Таврической губернии 1889 года», согласно которой в ещё непричисленной к Зуйской волости Симферопольского уезда деревне числилось 5 дворов и 37 жителей.
После земской реформы 1890-х годов деревня осталась в составе преобразованной Зуйской волости. На верстовке Крыма 1890 года Сары-Су обозначено с 7 дворами и русским населением. В «Памятных книжках Таврической губернии» за 1892 и 1902 год Сары-Су не записано, по Статистическому справочнику Таврической губернии. Ч.II-я. Статистический очерк, выпуск шестой Симферопольский уезд, 1915 год, в деревне Сары-Су Зуйской волости Симферопольского уезда числилось 13 дворов с русским населением в количестве 48 человек приписных жителей и 10 — «посторонних», из которых 31 мужчина и 27 женщин. Жители владели 360 десятинами удобной земли. В хозяйствах имелось 40 лошадей, 50 волов, 35 коров и 225 голов мелкого скота.
После установления в Крыму Советской власти, по постановлению Крымревкома от 8 января 1921 года была упразднена волостная система и село вошло в состав вновь созданного Карасубазарского района Симферопольского уезда, а в 1922 году уезды получили название округов. 11 октября 1923 года, согласно постановлению ВЦИК, в административное деление Крымской АССР были внесены изменения, в результате которых округа ликвидировались, Карасубазарский район стал самостоятельной административной единицей и село включили в его состав. Согласно Списку населённых пунктов Крымской АССР по Всесоюзной переписи 17 декабря 1926 года, в селе Сары-Су, в составе упразднённого к 1940 году Эфендикойского сельсовета Карасубазарского района, числился 21 двор, все крестьянские, население составляло 102 человека, из них 77 русских, 17 армян и 1 немец. По данным всесоюзной переписи населения 1939 года в селе проживало 149 человек. В период оккупации Крыма, 17 и 18 декабря 1943 года, в ходе операций «7-го отдела главнокомандования» 17 армии вермахта против партизанских формирований, была проведена операция по заготовке продуктов с массированным применением военной силы, в результате которой в селе Сары-Су была произведена тотальная реквизиция продуктов. Селение, как в других подобных случаях, сожжено не было, судьба жителей пока неизвестна.
В 1944 году, после освобождения Крыма от нацистов, 12 августа 1944 года было принято постановление № ГОКО-6372с «О переселении колхозников в районы Крыма» и в сентябре 1944 года в район приехали первые новоселы (212 семей) из Ростовской, Киевской и Тамбовской областей, а в начале 1950-х годов последовала вторая волна переселенцев из различных областей Украины. С 25 июня 1946 года Сары-Су в составе Крымской области РСФСР. Указом Президиума Верховного Совета РСФСР от 18 мая 1948 года, Сары-Су переименовали в Новиково. С 1953 года Новиково в составе Зеленогорского сельского совета. 26 апреля 1954 года Крымская область была передана из состава РСФСР в состав УССР. По данным переписи 1989 года в селе проживало 192 человек. С 12 февраля 1991 года село в восстановленной Крымской АССР, 26 февраля 1992 года переименованной в Автономную Республику Крым.
Постановлением Верховного Совета Крыма от 4 октября 1995 года село Новиково и окружающие населённый пункт территории общей площадью 191,1 гектара включено в состав города Белогорск.